# Ткальчич, Юро
Юро Ткальчич (хорв. Juro Tkalčić; 13 февраля 1877 года, Загреб — 15 декабря 1957 года, там же) — хорватский виолончелист и композитор.
Учился игре на виолончели в Загребе (у Яна Эртля), а после 1895 г. в Вене и Париже. В 1904—1914 гг. преподавал в консерватории в Версале. Затем работал в Германии и Румынии. В 1920 г. вернулся в Загреб как профессор Загребской академии музыки, среди его учеников Рудольф Матц. Затем в 1927—1941 гг. преподавал в Белграде. На протяжении многих лет выступал в дуэте с пианистом Чирилом Личаром, а также, вместе с ним, в составе Белградского трио и Белградского квартета. Автор концерта для виолончели с оркестром ля минор, камерных ансамблей и сольных пьес для виолончели; музыка Ткальчича принадлежит к позднеромантической традиции. Диск с произведениями Ткальчича записал виолончелист Желько Шваглич.
Портрет Ткальчича написан Томиславом Кризманом (1923).